# Pauliine Koskelo
Pauliine Koskelo, née le 22 juin 1956 à Salo, est une magistrate finlandaise. 

## Biographie
Pauliine Koskelo travaille de 1995 à 2000 pour la Banque européenne d'investissement au Luxembourg.
Le 1er juillet 2000, elle est nommée membre de la Cour suprême de Finlande dont elle est présidente de 2006 à 2015. Elle est également présidente du comité des nominations judiciaires.
Le 21 avril 2015, elle est élue juge de la Cour européenne des droits de l'homme (CEDH) par l'Assemblée parlementaire du Conseil de l'Europe. Elle prend ses fonctions le 1er janvier 2016 pour un mandat de neuf ans.

## Distinctions
En mai 2010, Pauliine Koskelo reçoit le titre de docteur honoris causa de l'université d'Helsinki.
Elle est mariée à Gerhard af Schultén.

## Publications
- (fi) Pauliine Koskelo, Avioerot ja niihin vaikuttaneet tekijät 1930–1977, 1979
- (fi) Pauliine Koskelo,  Sami Mahkonen, Avoliitto vai avioliitto?, 1984 (ISBN 951-640-227-5)
- (fi) Pauliine Koskelo, Leif Sevón, Thomas Wilhelmsson, Kauppalain pääkohdat, 1987 (ISBN 951-640-348-4)
- (fi) Pauliine Koskelo,  Yrjö Lehtonen, Uudet velkalait perinnässä, 1993 (ISBN 951-885-092-5)
- (fi) Pauliine Koskelo,  Liisa Lehtimäki, Yksityishenkilön velkajärjestely, 1993 (ISBN 951-640-633-5)
- (fi) Pauliine Koskelo, Yrityssaneeraus, 1994 (ISBN 951-640-634-3)
- (fi) Pauliine Koskelo, Henkilökohtainen velkavastuu ja insolvenssimenettely, 2004 (ISBN 952-466-039-3)